# Mitschnittservice
Der Mitschnittservice (auch: Mitschnittdienst) ist eine Dienstleistung, die von öffentlich-rechtlichen Rundfunkanstalten und privaten Rundfunkunternehmen (auch: Rundfunkveranstalter), deren Tochtergesellschaften oder Beteiligungsunternehmen angeboten wird. Beim Mitschnittservice können Privatpersonen Aufzeichnungen von Sendungen des aktuellen oder archivierten Fernseh- bzw. Radioprogramms bestellen.

## Umfang des Angebots
Der Service umfasst Archivrecherchen sowie die Herstellung und den Versand von Datenträgern wie DVDs oder CDs. Diese Datenträger werden individuell auf Anfrage produziert. Einige Mitschnittdienste bieten ihre Produktionen auch zum Download an.
Grundsätzlich können Mitschnitte von jeder Produktion, die gesendet wurde und archiviert ist, angefertigt und zur Verfügung gestellt werden. Dazu gehören Filme, Serien, Talkshows, Dokumentationen, Magazine, Tiersendungen, Natursendungen, Musiksendungen, Sportsendungen, Nachrichtensendungen, Theaterproduktionen, Hörspiele oder Interviews.
Ausgenommen sind bei den meisten Mitschnittserviceangeboten Sendungen, die bereits im Handel erhältlich sind sowie Produktionen, die von dritter Seite rechtlichen Einschränkungen unterliegen. Meist sind z. B. Sport-Großveranstaltungen (etwa der FIFA oder des IOC), Konzerte, Eurovisionssendungen sowie Spielfilme und Produktionen aus dem Ausland vom Mitschnitt ausgeschlossen.

## Rechtliche Einordnung
Die Herstellung und Zurverfügungstellung des Mitschnitts erfolgt auf Basis der urheberrechtlichen Schrankenbestimmung des § 53 Abs. 1  Urheberrechtsgesetz. Es handelt sich damit nicht um eine genehmigungs- und vergütungspflichtige Nutzung des auf dem Mitschnitt enthaltenen Werks. Einzelne Kopien eines Werkes herzustellen oder herstellen zu lassen ist in diesem Rahmen für den eigenen wissenschaftlichen Gebrauch, zur Aufnahme in ein eigenes Archiv, zur eigenen Unterrichtung über Tagesfragen oder zum sonstigen privaten Gebrauch bei Ausschnitten oder vergriffenen Beiträgen erlaubt.

## Zuständigkeit
Die Ermittlung des zuständigen Mitschnittservices für Sendemitschnitte bereitet mitunter Schwierigkeiten, insbesondere bei Co-Produktionen, an denen mehr als eine Rundfunkanstalt beteiligt war. In diesen Fällen werden Mitschnitte in der Regel nur von der federführenden, d. h. hauptverantwortlich produzierenden Rundfunkanstalt zur Verfügung gestellt. Auskünfte zur Zuständigkeit erteilen die Mitschnittdienste oder sind beispielsweise bei Filmen auf den Websites der Sender oder in Online-Filmdatenbanken recherchierbar.

## Kosten
Die Preise für den Service definiert jeder Mitschnittservice selbst, in der Regel in Form von öffentlich einsehbaren Preislisten. Häufig sind stark nachgefragte Mitschnitte günstiger als rares Archivmaterial. Konkrete Informationen zu den Preisen nennen die Mitschnittdienste auf ihren Websites, bzw. auf Anfrage per Telefon, E-Mail, Fax oder Brief.

## Anbieter
Folgende Sender bieten einen Mitschnittservice an:
- Rundfunk Berlin-Brandenburg (rbb) für rbb-, SFB- sowie ORB- und DFF-Produktionen sowie seit 2018 für ARTE und den SR
- Mitteldeutscher Rundfunk (MDR)
- Westdeutscher Rundfunk (WDR)
- Radio Bremen (RB)
- Bayerischer Rundfunk (BR) nur für Protagonisten und den Bildungsbereich
- Zweites Deutsches Fernsehen (ZDF)
- Deutschlandfunk / Deutschlandradio (DLF / DRadio)
- Parlamentsfernsehen
- RTL, RTL II (nur Magazin- und Nachrichtensendungen)
- VOX (nur Magazin- und Nachrichtensendungen)
- n-tv

## Belege/Anmerkungen
1. ↑  http://www.ndrmitschnittservice.de
2. ↑  https://www.gesetze-im-internet.de/urhg/__53.html
3. ↑  https://www.rbb-media.de/de/mitschnittservice/private-nutzung/index.php